# Karl von Angerer

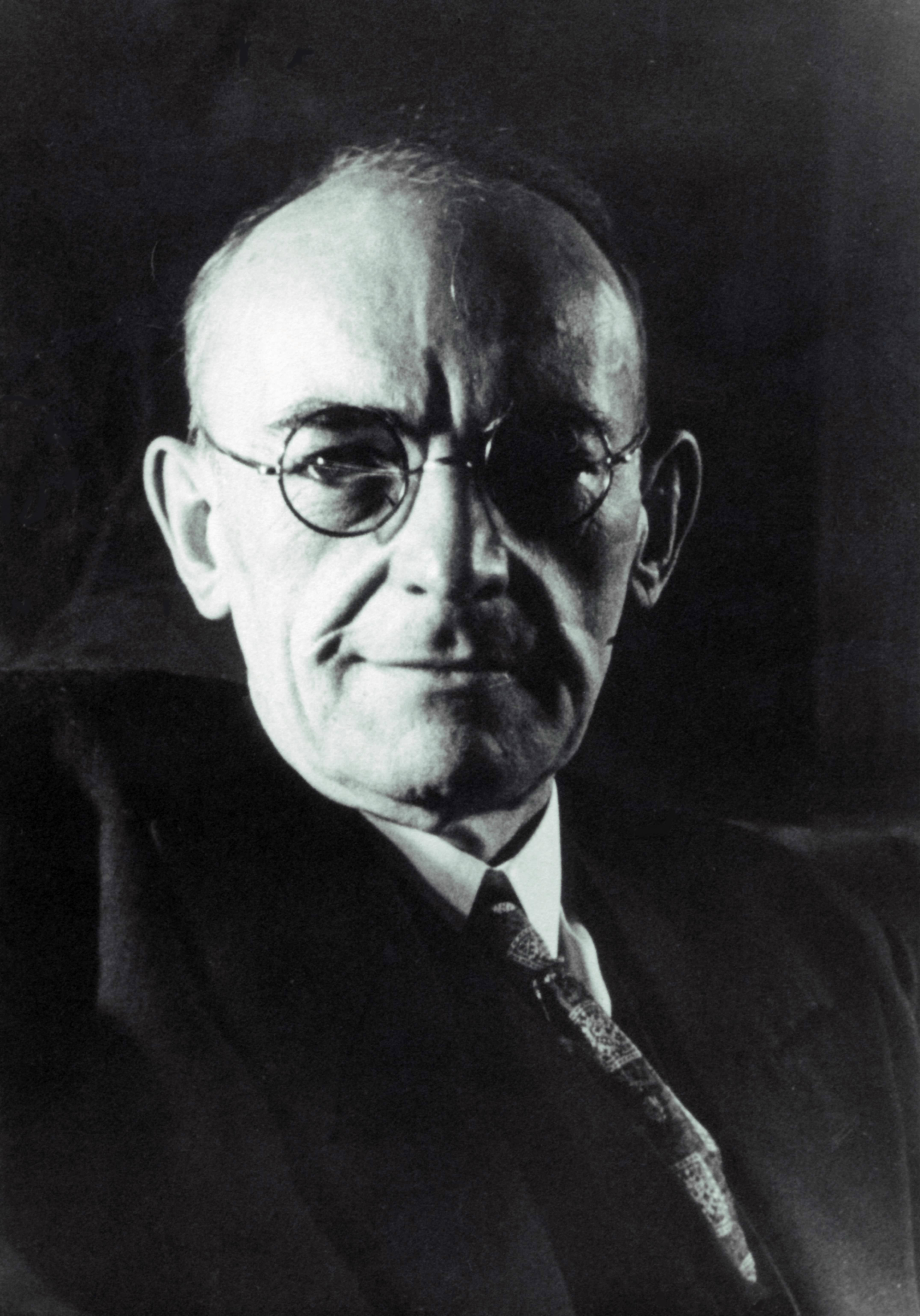
Karl von Angerer

Karl Benno Friedrich Angerer, seit 1911 von Angerer (* 20. Dezember 1883 in Würzburg; † 4. Juni 1945 in Erlangen) war ein deutscher Hygieniker und Bakteriologe.

## Leben

### Herkunft
Karl war ein Sohn des 1911 in den erblichen bayerischen Adelsstand erhobenen Chirurgen Ottmar von Angerer und dessen Ehefrau Anna, geborene Fasolt (1858–1915). Sein älterer Bruder Ernst (1881–1951) war Physiker.

### Karriere
Angerer studierte an der Ludwig-Maximilians-Universität München und wurde 1903 im Corps Suevia München aktiv. Nach dem Staatsexamen (1907) war er Medizinalpraktikant in München und Berlin. Nach der Approbation wurde er am 25. Februar 1909 in München mit der Dissertation Bactericidie und Phagocytose bei niederen Tieren zum Dr. med. promoviert. Er  habilitierte sich 1920 an der Friedrich-Alexander-Universität Erlangen, betrieb aber die Umhabilitation nach München (1923). Dort war er Privatdozent und   a.o. Professor für Hygiene und Bakteriologie. Nach einer Lehrstuhlvertretung im Wintersemester 1928/29 wechselte er zum 1. Mai 1929 als  o. Professor nach Erlangen. Einen Ruf der Medizinischen Akademie Düsseldorf lehnte er 1941 ab.
Zum 1. Februar 1934 wurde er vom Stahlhelm in die SA überführt, zum 1. August 1935 trat er der NSDAP bei (Mitgliedsnummer 3.688.054).

### Familie
Aus seiner in München geschlossenen Ehe mit der Ärztin Johanna Schwaan (1875–1937) gingen die Kinder Rosa (1912–1945) und Ottmar (1916―1996) hervor, die ebenfalls erfolgreich Medizin studiert hatten.